# أثر جائحة فيروس كورونا على السجون

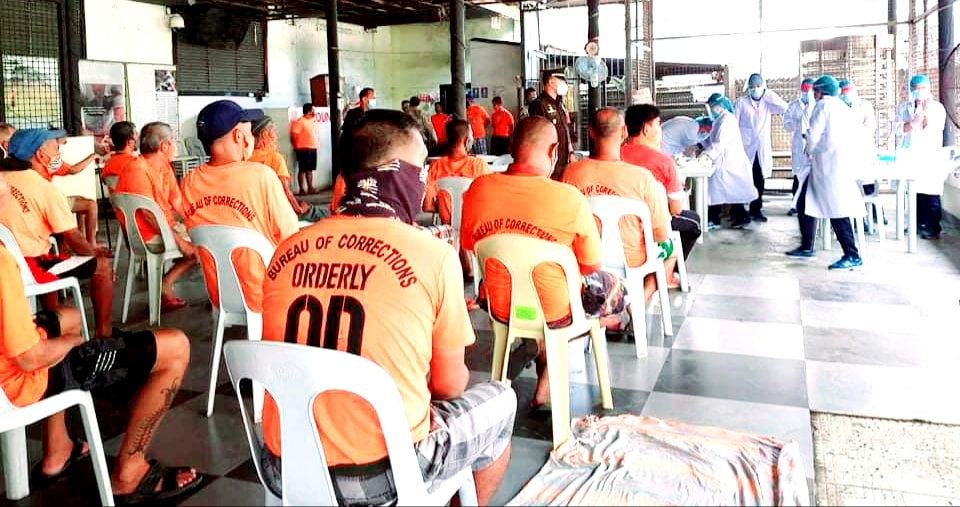

أثرت جائحة فيروس كورونا 2019-20 (كوفيد-19) على السجون حول العالم. ظهرت حالات تفشٍّ للفيروس في السجون والمعتقلات حول العالم، إذ تؤدي الكثافة البشرية والتحرك السكاني لنزلاء العديد من السجون إلى زيادة احتمال العدوى بالفيروس في السجون مقارنة مع مجموع السكان. يساهم كل من الازدحام في السجون ونقص إجراءات النظافة في خطورة نقل المرض في السجون. كوسيلة للتخفيف من خطورة الوباء، قررت السلطات في العديد من الدوائر القضائية إطلاق سراح بعض المساجين للتخفيف من الكثافة البشرية ومحاولة الحد من انتشار المرض. إضافة إلى ذلك حدثت حركات احتجاج بين المساجين وحالات فرار من السجون في عدد من الدول كردة فعل غاضبة للمساجين على زيادة خطورة المرض وانتقال الأوبئة في الظروف الصحية للسجون.
من أجل معلومات حول العدد الإجمالي للمساجين المصابين حول العالم، ادخل إلى الخريطة العالمية المباشرة لمشروع العدالة الباكستاني ومشروع بريزون إنسايدر هنا.

## أفغانستان
أطلقت الحكومة الأفغانية سراح 10,000 سجين في السادس والعشرين من مارس 2020. كان معظمهم من النساء والصغار في السن والمرضى الحرجين والمساجين ذوي الأعمار فوق الخامسة والخمسين.

## أستراليا
في السادس عشر من مارس، أعلنت الحكومة الأسترالية حالة طوارئ في مجال الصحة العامة. خططت أيضًا لإلغاء جميع الزيارات إلى سجن ألكسندر ماكونوتشي بدءًا من الثالث والعشرين من مارس. ذكر مفوض وكالة الخدمات الإصلاحية الحكومية الأسترالية جون بيتش أنه كنتيجة لذلك سوف يصبح «الوصول إلى المكالمات التلفونية» ميسرًا أكثر من أجل بقاء السجناء على تواصل مع عائلاتهم.

## البرازيل
هرب مئات المساجين (الذين يعملون خارج السجن خلال النهار) من أربعة سجون تابعة لولاية ساو باولو بعد الحد من الزيارات وإلغاء إجازات عيد الفصح بسبب المخاوف الصحية.

## الصين
انتشر الفيروس في أربعة سجون على الأقل في الصين.

## كولومبيا
في الثاني والعشرين من مارس، قُتل 23 سجينًا وجُرح 83 آخرون في أعمال شغب حدثت في سجن لا موديلو في باغوتا، التي اندلعت نتيجة مخاوف انتشار جائحة كوفيد-19 داخل السجن. نظم المساجين على امتداد البلاد احتجاجات على الخدمات الصحية السيئة في السجون بدءًا من بداية جائحة كوفيد-19.

## جمهورية التشيك
نظرًا لجائحة فيروس كورونا، أصدرت الحكومة التشيكية في الثالث عشر من مارس المرسوم رقم 204 لعام 2020 والقاضي بمنع جميع أفراد عائلات المساجين من زيارتهم. يُعفى من هذا الحظر محامو الدفاع.

## السلفادور
بعد حدوث حالات عنف أُذيع أنها ناتجة عن نشاطات العصابات وقتلت 77 شخصًا، أعلن الرئيس نجيب أبو كيلة فرض حظر كامل على أفراد العصابات المسجونين من السادس والعشرين من أبريل. إضافة إلى ذلك وفي سياق حملته لفرض النظام، عُزل المعتقلون في زنازين مزدحمة لمدة 23 ساعة يوميًا؛ دُعمت الزنازين بالألواح الخشبية والمعدنية لرد أشعة الشمس وأُعيقت تغطية شبكات الهاتف المحمول وشبكات الواي فاي وجُمع أفراد العصابات المختلفة معًا. أدان خوسيه ميغيل مدير منظمة هيومان رايتس ووتش للأمريكيتين هذه المعاملة للمساجين معتبرًا إياها مذلة ومحتقرة ومهددة للصحة وسط جائحة فيروس كورونا المستمرة.

## إثيوبيا
في الخامس والعشرين من مارس، مُنح 4,011 سجينًا عفوًا من الرئيسة الإثيوبية سهلورق زودي في محاولة للحد من انتشار وباء كوفيد-19. طُبق هذا العفو فقط على المساجين المدانين بجرائم بسيطة الذين أمضوا محكومياتهم حتى ثلاث سنوات، والذين كانوا على وشك انتهاء محكومياتهم.

## فرنسا
في السادس عشر من مارس، مات سجين محتجز في سجن فريزن. في الثاني والعشرين من مارس، حدث عصيان في سجن أوزيش، حيث اضطرت السلطات إلى إخلاء 250 سجينًا من السجون لأن زنازينهم أصبحت غير قابلة للاستخدام.

## إيران
في الثالث من مارس، أُطلق سراح أكثر من 54,000 سجينًا بشكل مؤقت لمنع انتشار وباء كوفيد-19.
حدثت حالات شغب في سجون جنوبي إيران بتاريخ الثلاثين من مارس. منذ بداية العام، اندلعت حالات شغب في سجون أليغودرز وهمدان وتبريز ترافقت بهروب بعض المساجين. في السابع والعشرين من مارس، هرب 70 سجينًا من سجن سقز في محافظة كردستان. أُطلق سراح 100,000 سجين كإجراء وقائي لاحتواء الجائحة، لكن نحو 50,000 شخص ما زالوا في السجون، من بينهم المدانون بحالات الاعتداء العنيف وذوو الجنسيتين أو الجنسيات المتعددة والمرتبطون بعلاقات مع الدول الغربية.

## إيطاليا
فُتح تحقيق بعد موت ستة مساجين في سجن سانتا آنا في مدينة مودينا الإيطالية نتيجة جرعات مفرطة. تضمنت بعض الأحداث الأخرى التي أدت إلى بدء التحقيق حالات الشغب في سجن سان فيتوري وسجن لا دوغايا في براتو.
هرب 80 سجينًا من سجن فوجيا وسط فوضى السجون الناتجة عن القيود التي فرضتها الحكومة في ظل جائحة كوفيد-19.

## اليابان
قررت وزارة العدل اليابانية أن المحامين فقط هم المسموح لهم بزيارة المساجين في السجون ومراكز الاحتجاز التابعة لسبع محافظات يابانية (طوكيو وتشيبا وسايتاما وكاناغاوا وأوساكا وهيوغو وفوكووكا) كانت قد أعلنت حالة الطوارئ مسبقًا، وذلك بين الثامن من أبريل وحتى السادس من مايو. ذكرت وزارة العدل اليابانية أن الأرضية القانونية للإجراء هي قانون الملكية الوطنية. لا يحتوي قانون مراكز الاحتجاز الجزائي وقانون معاملة السجناء والمحتجزين أي بنود تخص تقييد الزيارات منعًا لانتشار الأمراض المعدية، وبالتالي انتقد بعض المحامين هذا القرار. في العشرين من أبريل، وسعت وزارة العدل هذا الإجراء ليشمل مراكز الاحتجاز في ست محافظات أخرى (هوكايدو وإيباراكي وإيشيكاوا وغيفو وأيشي وكيوتو) التي اعتُبرت محافظات استعداد خاص، من العشرين من أبريل حتى السادس من مايو. في السابع والعشرين من أبريل، خضعت مراكز الهجرة -وهي المؤسسات التي تتابع شؤون الأجانب الذين قُرر ترحيلهم- إلى إجراءات التقييد الجديدة على الزيارات.
اكتُشفت الحالة الأولى ضمن مؤسسات الاعتقال الجزائي اليابانية في مركز أوساكا للاعتقال. اعتبارًا من الثامن والعشرين من أبريل، أُكدت إصابة ثمان موظفين في دار أوساكا للاعتقال وآخر في سجن تسوكيغاتا ومحامي دفاع في سجن طوكيو المركزي.

## المكسيك
أدت أعمال شغب في مركز لاعتقال المهاجرين غير الشرعيين في بلدة تينوسيكي التابعة لولاية تاباسكو المكسيكية إلى قتل رجل غواتيمالي وجرح أربعة أشخاص بتاريخ الحادي والثلاثين من مارس. قلق المحتجزون من احتمال تفشي كوفيد-19 ضمن المركز.
بدأت مدينة مكسيكو بتعقيم سجونها الثلاثة عشر ومراكز اعتقالها الأربعة بتاريخ الرابع من أبريل. انخفض عدد الزوار المسموح بدخولهم إلى النصف. أُمر بفحص جميع العاملين والسجناء لتحري كوفيد-19. تقرر إعطاء لقاح الحصبة لجميع السجناء أيضًا إذ كانت المدينة تشهد في الوقت ذاته تفشيًا للحصبة خلال أبريل 2020.

## باكستان
اكتُشفت الحالة الأولى في البلاد بتاريخ الرابع والعشرين من مارس في سجن لاهور المركزي وهي عاصمة ولاية بنجاب. بحلول الرابع عشر من أبريل، أُعلن عن 59 حالة جديدة في السجن ذاته، إضافة إلى 14 حالة أخرى في سجن سيالكوت وسبع حالات في غوجرانوالا وتسع حالات في سجن ديرا غازي خان ليصل عدد الإصابات في البنجاب إلى 89. أُعلن عن إصابة جديدة في سجن كويته المركزي في السادس من أبريل. ذُكر اختلاف في الأرقام المعلن عنها من قبل السلطات المختلفة في البنجاب، لكن أعلى الأرقام المجموعة من قبل مشروع العدالة الباكستاني تذكر وجود أكثر من مئة إصابة في السجون اعتبارًا من الثالث عشر من أبريل.

## جمهورية أرض الصومال
أعفى الرئيس موسى بيهي عبدي 574 سجينًا من محكومياتهم وأمر بإطلاق سراحهم للتحكم بانتشار الفيروس.

## سوريا
حدثت أعمال شغب نفذها مقاتلو تنظيم الدولة الإسلامية (داعش) المعتقلون في محافظة الحسكة شرق البلاد، وهرب أربعة مقاتلين من السجن. في حين لا تذكر البيانات الرسمية معلومات حول الإصابات في سجون هذه المنطقة، هناك مخاوف من تفشٍّ محتمل للوباء في هذه المنشآت المزدحمة.

## تايلاند
بدأت أعمال شغب في أحد سجون محافظة بوريرام شمال شرق البلاد في التاسع والعشرين من مارس حيث انتشرت إشاعة قائلة بتفشي مرض فيروس كورونا لتغطي على محاولة هروب. هرب سبع سجناء من بين 2,100 سجين لكنهم اعتُقلوا مرة أخرى. شُخصت إصابة سجينين في سجن آخر في البلاد، ومُنعت العائلات من زيارة سجون البلاد لمدة أسبوعين.

## تركيا
في الثالث عشر من مارس، أعلن وزير العدل عبد الحميد جول تأجيل جميع الاجتماعات في السجون المغلقة والمفتوحة واستخدام غرف الاجتماعات العائلية ونقل السجناء لمدة أسبوعين.
في العشرين من مارس، نشرت جمعية حقوق الإنسان التركية ومؤسسة حقوق الإنسان التركية وجمعية المحامين من أجل الحرية وجمعية المحامين المعاصرين واتحاد عمال الخدمات الصحية والاجتماعية للمجتمع المدني في النظام الجزائي بيانًا حول تفشي كوفيد-19 وحثت على الإسراع في تنفيذ الإجراءات ضمن السجون. في هذا البيان، أكد الموقعون على أهمية إعلام المجتمع، خصوصًا محامو السجناء وعائلاتهم بإجراءات الحجر الصحي والوضع الصحي للمساجين.
أصدر البرلمان التركي قانونًا يقضي بإطلاق سراح عشرات آلاف المساجين بتاريخ الرابع عشر من أبريل. انتقدت منظمات حقوق الإنسان هذا القانون لأنه لم يتضمن المدانين بقوانين مكافحة الإرهاب والصحافيين والسياسيين والمحامين المعتقلين انتظارًا للمحاكمة.

## المملكة المتحدة
أصدرت الحكومة توجيهات خاصة إلى السجون في ظل ظهور أعراض كوفيد-19 أو تشخيص حالات منه، وتحديدًا القاعدة التي تقول «أي سجين أو محتجز يبدي سعالًا جافًا جديدًا أو حمى عالية الحرارة يجب أن يوضع تحت العزل الوقائي لمدة سبعة أيام».
في الثامن عشر من مارس، أُعلن عن الحالة الأولى لمرض فيروس كورونا في سجون المملكة المتحدة. نُقل المريض الذي كان يقضي فترة حكمه في سجن مانشستر الملكي إلى المشفى. في حين لم تُثبت أي إصابة أخرى لسجين آخر أو أحد أفراد طاقم العمل في السجن، وُضع 13 سجينًا وأربعة أفراد من طاقم العمل تحت العزل الصحي كإجراء وقائي. بقيت الزيارات إلى السجن مسموحة لكن الوضع يخضع لمراقبة أشد.
في التاسع عشر من مارس، تبين أن 75 موظفًا في سجن بروين الملكي في ويلز اضطروا للتغيب عن العمل إما بسبب المرض أو العزل المنزلي، وأبدى اثنان وعشرون سجينًا أعراض فيروس كورونا لذلك وُضعوا في العزل تحت إشراف السجن. لكن عدد العاملين في السجن كان كافيًا لاستمرار العمل بشكل طبيعي.
بعد ظهور الحالة في سجن مانشستر الملكي، دعا مجمع التفكير ’ريفورم’ الخاص بالخدمات العامة إلى إطلاق سراح 2,305 مساجين «منخفضي الخطورة» بفترات سجن مختصرة بغية تخفيف احتمال العدوى بفيروس كورونا بين المساجين. برر التقرير هذا الموقف بأن السجون «شديدة الازدحام بظروف غير صحية وعناية صحية سيئة». اتُخذت إجراءات مشابهة في إيران والولايات المتحدة.
في الحادي والعشرين من مارس، دعا وزير العدل البريطاني السابق ديفيد غوك إلى إيقاف أحكام السجن قصيرة المدة وإطلاق السراح الباكر للمساجين بهدف تجنب انتشار كوفيد-19.

## الولايات المتحدة
في كل لحظة من أي يوم، يوجد 2.3 مليون سجين ضمن 6,000 مؤسسة جزائية في الولايات المتحدة، ما يمثل مهمة صعبة على المسؤولين المكلفين بمنع تفشي فيروس كورونا بين المساجين والعاملين في السجون. عادة ما ينام المساجين جنبًا إلى جنب، كما تكون الظروف الصحية سيئة إجمالًا في السجون، حتى أن معقم الأيدي الكحولي ممنوع على المساجين في معظم الأحيان.
توجد الغالبية العظمى من هؤلاء المساجين في السجون التابعة للولايات أو السجون المحلية. عادة ما يملك حاكم الولاية السلطة الكافية لإطلاق سراح المساجين لكنهم لا يفعلون ذلك، ولم يتغير هذا التقليد المتبع بينهم حتى مع ظهور أزمة كوفيد-19. على سبيل المثال، وفي رد على الجائحة، أطلقت ولايتا كاليفورنيا وكنتاكي أقل من 4% من المساجين المعتقلين ضمنهما، في حين أعلنت ولاية أريزونا أنها لن تطلق سراح أي منهم.
يقضي بقية المساجين عقوباتهم تحت إشراف السلطات الفدرالية.
بين يومي الثاني والعشرين والسادس والعشرين من مارس، هرب 23 سجينًا ووصلت نتيجة إيجابية لكوفيد-19 لمريض واحد على الأقل في سجنين. أمر القضاة بإطلاق سراح آلاف السجناء، وهناك دعوات بإطلاق سراح جميع المساجين ذوي الحالات المرضية المضعفة للجسم.
اعتبارًا من السادس من أبريل، ظهرت أكثر من 1,300 حالة مؤكدة من كوفيد-19 و32 وفاة في سجون الولايات المتحدة.

### النظام الإصلاحي الفدرالي
أعلن المدعي العام وليام بار في السادس والعشرين من مارس 2020 أنه طلب من السجون الفدرالية إطلاق سراح بعض المساجين بهدف تخفيف وطأة وباء فيروس كورونا. أعطى هذا الطلب أفضلية للمساجين ذوي الأعمار فوق الستين الذين لم يدانوا بقضايا عنيفة أو جنسية. ينطبق هذا على نحو 2,000 سجين من أصل 170,000 في النظام الإصلاحي الفدرالي. في وقت إعلان بار، ظهرت نحو 12 حالة من كوفيد-19 بين السجناء والعاملين في السجون الفدرالية. من بين أشهر السجناء الذين حصلوا على حكم مخفف وخرجوا من السجن نذكر بول مانافورت المدير السابق لحملة الرئيس ترامب الانتخابية، الذي غادر سجنًا فدراليًا في بنسلفانيا بعمر 71 سنة لقضاء بقية محكوميته في العزل المنزلي نظرًا للمخاوف المتعلقة بفيروس كورونا.
كانت الوفاة الأولى الناتجة عن كوفيد-19 في السجون الأمريكية للسجين باتريك جونز ذي الأعوام التسعة والأربعين، والذي كان يقضي فترة سجنه في أحد سجون أوكدل خفيفة التشديد الأمني في ولاية لويزيانا، وذلك في الثامن والعشرين من مارس. أُصيب خمسة مساجين آخرين. قرر مكتب السجون الفدرالي الإقفال على 146,000 سجين في زنازينهم بين الأول من أبريل والرابع عشر منه. تعتبر الإصابة بكوفيد-19 شائعة في مجمع أوكدل الإصلاحي الفدرالي في لويزيانا لدرجة أن السلطات توقفت عن إجراء الاختبارات، وبدلًا عن ذلك تفترض أن أي شخص يبدي الأعراض مصاب بالمرض.

### مراكز احتجاز المهاجرين
أعلن المحتجزون في عدة مراكز تابعة لوكالة إنفاذ قوانين الهجرة والجمارك بالولايات المتحدة (آي سي إي) إضرابهم مطالبين بتأمين المستلزمات الصحية. أمر القضاة الفدراليون في كاليفورنيا وبنسلفانيا وكالة آي سي إي بإطلاق سراح عدد من المحتجزين الذين رفعوا قضايا قضائية. هناك قضايا قضائية معلقة في ولايات ماريلاند وماساتشوستس ونيوجيرسي وبنسلفانيا وواشنطن. اعتبارًا من الثاني من أبريل، كان عدد المعتقلين ضمن مراكز آي سي إي 35,000.
أُكدت إصابة 27 طفل مهاجر محتجز من قبل مكتب تسوية شؤون المهاجرين اعتبارًا من الثالث عشر من أبريل. تعافى ستة منهم؛ ثلاثة منهم في العزل في كل من تكساس وإلينوي.

### أريزونا
في الحادي والعشرين من مارس، أُعلن عن إطلاق سراح خمسين سجينًا في مقاطعة كوكونينو بهدف التخفيف من مخاطر انتشار العدوى. في مقاطعة بيما، فرض مأمور المقاطعة إجراءات لتخفيف تعداد المساجين مثل إطلاق سراح 135 من المساجين المحتجزين بتهمة انتهاك الكفالة أو نقل بعض المساجين إلى السجون التابعة للولاية.

### كاليفورنيا
- مقاطعة ألاميدا: في العشرين من مارس، أعلن مسؤولون في مقاطعة ألاميدا إطلاق سراح 247 من مساجين سجن سانتا ريتا الموجود في دبلن.[59]
- مقاطعة لوس أنجلوس: في السابع عشر من مارس، أعلن مكتب مأمور المقاطعة عن تخفيض عدد المساجين إلى 600 خلال الأسبوعين السابقين في محاولة لمنع نشر العدوى بفيروس كورونا بين السجناء.[60]
- مقاطعة سان دييغو: في السادس عشر من مارس، أعلن مكتب المأمور عن البدء بتخفيض عدد المساجين المحالين إلى سجون المقاطعة السبع وحصل على موافقة بإطلاق السراح الباكر لبعض المساجين. تضمنت بعض الإجراءات الوقائية الأخرى وجبات الطعام داخل الزنازين وإيقاف الزيارات إلى السجن وإيقاف برامج السجون ونشاطاتها.[61]
- مقاطعة سانتا باربرا: اعتبارًا من السابع عشر من أبريل، أطلق سجن المقاطعة سراح 324 سجينًا. أعلن المأمور أن تحليل أحد السجناء وصل إيجابيًا لكوفيد-19.[62]

### جورجيا
أوقفت وزارة جورجيا المحلية للشؤون الإصلاحية الزيارات إلى السجون وأعلنت عن إجراءات تعقيم إضافية، لكن صحيفة ذي أتلانتا جورنال كونستيتوشن ذكرت أن السجناء لم يلاحظوا أي زيادة في الصابون داخل السجن. أُكدت إصابة عامل في السجن بكوفيد-19 في الثامن عشر من مارس. رفضت وزارة الشؤون الإصلاحية الإعلان عن السجن المصاب مبررة ذلك بـ «القيود المرتبطة الأمن وقانون تيسير ومسؤولية الضمان الصحي». شُخصت الحالة الأولى لسجين في الولاية بتاريخ العشرين من مارس في سجن لي التابع للولاية.
في الحادي والعشرين من مارس، أعلنت شبكة سي إن إن الإخبارية وصول نتائج إيجابية بكوفيد-19 لثلاثة سجناء في سجن لي التابع للولاية في مدينة ليسبورغ. وُضع ثلاثة سجناء آخرين تحت المراقبة لأنهم عانوا من أعراض مشابهة.

### إلينوي
كشفت الاختبارات التشخيصية لكوفيد-19 حالة العدوى الأولى في الثاني والعشرين من مارس في سجن مقاطعة كوك في مدينة شيكاغو. أُطلق سراح 10% من السجناء الـ 5,000 كإجراء احترازي، لكن عدد الإصابات ارتفع إلى 134 بحلول الثلاثين من مارس. وصلت التحاليل إيجابية لخمسة عشر سجينًا وسبع أشخاص عاملين في سجون الولاية الأخرى، مع انتظار 80 شخصًا على الأقل نتائج تحاليلهم. مات أحد السجناء بتاريخ الثلاثين من مارس في مؤسسة ستيتفيل الإصلاحية في مدينة كريست هيل.

### لويزيانا
اعتبارًا من التاسع من أبريل، حدثت ست من تسع حالات وفاة للمساجين في السجون الفدرالية ضمن الولايات المتحدة في سجن واحد موجود في مدينة أوكدل في ولاية لويزيانا.
سُجلت إصابة 27 يافعًا بين سن الثالثة عشر والعشرين وأربعة عشر عاملًا في مراكز احتجاز الأحداث الأربعة في الولاية، وهي مركز بريدج سيتي قرب نيو أورلينز ومركز أكاديانا للشباب في بونكي ومركز سوانسن للشباب في كولومبيا ومركز سوانسن للشباب في مونرو. عُزل الأطفال في غُرفهم، وهم لا يتلقون التعليم أو الزيارات من قبل مدراء حالاتهم أو المستشارين الدينيين.

### ماساتشوستس
شُخصت أولى حالات كوفيد-19 في سجون ماساتشوستس بتاريخ الحادي والعشرين من مارس في مركز ماساتشوستس العلاجي. وُضع السجين وشريكه في الغرفة تحت الحجر الصحي في التاسع عشر من مارس. اعتبارًا من الحادي والثلاثين من مارس، وصلت التحاليل إيجابية لسبعة عشر سجينًا في مركز ماساتشوستس العلاجي بالإضافة إلى ستة من العاملين لمصلحة وزارة الشؤون الإصلاحية المحلية: أربعة في مركز ماساتشوستس العلاجي وواحد في مركز ماساتشوستس الإصلاحي في شيرلي وواحد في المكتب المركزي لوزارة الشؤون الإصلاحية المحلية للولاية. وصلت النتائج إيجابية لاثنين من السجناء في سجن ميدلسكس والدار الإصلاحية في بيليريكا، كما هي حال أربعة عشر موظفًا في أنظمة السجون التابعة لمقاطعات الولاية.

### ميشيغان
أعلنت وزارة الشؤون الإصلاحية المحلية في ميشيغان إيقاف الزيارات إلى السجون، إضافة إلى حظر أي متطوعين من العمل معهم. طُلب من العاملين في السجون قياس حرارتهم واشتُرط كون الحرارة دون 38 درجة مئوية للاستمرار في العمل إلى جانب عدد من الإجراءات الأخرى. علق معهد ميشيغان المهني والتقني جميع البرامج والنشاطات في السجون حتى الخامس من أبريل.

### نيوجيرسي
في الرابع والعشرين من مارس، نُقل سجين مكسيكي الجنسية يبلغ من العمر واحدًا وثلاثين عامًا معتقل من قبل وكالة آي سي إي في مدينة هاكنساك التابعة لولاية نيوجيرسي إلى العزل الصحي بعد أن وصل تحليله إيجابيًا للإصابة بكوفيد-19. كان هذا السجين أول المهاجرين ذوي المسحة الإيجابية، ولذلك أوقفت آي سي إي إدخال مهاجرين جدد.

### نيويورك
بعد تأكيد إصابة حارس وسجين في سجن رايكرز آيلاند، ذكر عمدة مدينة نيويورك بيل دي بلاسيو أن مسؤولي المدينة سيحددون المساجين الذين سوف يُطلق سراحهم، ومن بينهم المعتقلون بجرائم بسيطة وأولئك المعرضون للخطر نتيجة مشاكل صحية مزمنة. إضافة إلى الحالتين الإيجابيتين في رايكرز، سجلت سجون أخرى في البلاد من بينها سينغ سينغ حالات إيجابية بين السجناء كما سُجلت حالة وفاة لأحد أفراد وزارة الشؤون الإصلاحية المحلية نتيجة الفيروس. أطلق سجن رايكرز آلايند سراح واحد وخمسين موقوفًا من غير المجرمين مصابين بحالات مرضية مرافقة في الرابع عشر من أبريل.
اعتبارًا من الخامس والعشرين من مارس، وصلت النتائج المخبرية إيجابية لخمسة وسبعين سجينًا وسبعة وثلاثين فردًا من طاقم العمل، وذلك بالمقارنة مع خمسين سجينًا وثلاثين من طاقم العمل في اليوم السابق.

### أوهايو
في الثامن من أبريل، وصل الحرس الوطني الأمريكي إلى سجن إلكتون الفدرالي في مقاطعة كولومبيانا لمساعدة الطاقم الطبي عندما مرض عدد كبير من السجناء نتيجة الفيروس. في الثامن عشر من أبريل، وصل الحرس الوطني وشرطة المرور إلى سجن الولاية في مقاطعة ماريون للمساعدة في «الوظائف الأساسية للمهمة» بعد إصابة عدد من السجناء والعاملين في السجن. بحلول التاسع عشر من أبريل، وصلت التحاليل إيجابي لأكثر من 1,800 سجين في مركز ماريون الإصلاحي (ما يمثل ثلاثة أرباع التعداد داخل السجن) بالإضافة إلى مئة فرد من طاقم السجن. بشكل إجمالي، شُخصت ضمن نظام السجون في الولاية 2,500 حالة بحلول التاسع عشر من أبريل، ما يمثل نحو خمس مجموع الحالات في أوهايو.
في الثاني والعشرين من أبريل، حل سجن مقاطعة ماريون في المرتبة الأولى من بين النقاط الساخنة للفيروس في البلاد، يليه مركز بيكاواي الإصلاحي. حل سجن مقاطعة ماريون في المرتبة الأولى وفقًا لنسبة الإصابات من التعداد الإجمالي في حين احتل سجن بيكاواي المرتبة الرابعة في هذا المجال. صُمم نظام السجون في أوهايو لاحتواء 35,000 سجين، لكنه كان يحوي 49,000 سجين في أبريل من عام 2020.
في الثاني والعشرين من أبريل، أمر القاضي الفدرالي جيمس إس. غوين سجن إلكتون بتحديد السجناء المضعفين صحيًا ونقلهم من السجن. أمر القاضي المسؤولين أيضًا بـ «تقييم أهلية كل مستوى من السجناء للنقل خارج إلكتون عبر أي طريقة، من بين هذه الطرق مثالًا وليس حصرًا إطلاق السراح الرحيم أو الكفالة أو التحول إلى خدمة المجتمع أو العفو مع نقل أو بدون نقل خلال أسبوعين». قال أيضًا «في ظل إمكانيات الفحص المنخفضة إلى حد صادم وعدم القدرة على تحقيق التباعد بين المساجين، سوف يستمر كوفيد-19 بالانتشار، ليس فقط بين المساجين بل بين العاملين في السجن». أدان وزارة الشؤون الإصلاحية الفدرالية قائلًا «لماذا خصصت وزارة العدل لسجن إلكتون عددًا لا يستحق الذكر من الاختبارات في حين تمكنت أوهايو من إجراء مسح واسع، ليس على امتداد ماريون فحسب، بل في مراكز متعددة».

### بنسلفانيا
نظرًا للمخاوف المستمرة المتعلقة بالصحة العامة وفيروس كورونا، في الثالث عشر من مارس أغلقت إصلاحية الولاية الشرقية (معلم تاريخي توقف عن العمل كسجن منذ عام 1971) أبوابها أمام الزوار.

### داكوتا الجنوبية
هربت تسع سجينات من سجن منخفض الحراسة في الثالث والعشرين من مارس، وهو اليوم ذاته الذي شُخصت فيه إصابة بكوفيد-19 في السجن. أُلقي القبض على ثلاث سجينات هاربات في محمية كرو كريك الهندية وواحدة في مدينة رابيد سيتي. ليس من الواضح تمامًا فيما إن كان تشخيص الإصابة قد حرض السجينات على الهرب.

### ولاية واشنطن
هرب أربعة عشر سجينًا من سجن مقاطعة ياكيما في الثالث والعشرين من مارس. استخدموا طاولة لكسر باب الخروج وتسلقوا السياج. قدمت خدمة المارشالات الأمريكية جوائز حتى 1,000 دولار لمن يقدم معلومة تقود إلى إلقاء القبض على هؤلاء السجناء الهاربين.

### ويسكونسن
أُعلن عن تشخيص حالة كوفيد-19 الأولى في نظام سجون ولاية ويسكونسن لموظف في مركز ووبان الإصلاحي في الثامن عشر من مارس وأعلن عنها آمر السجن بريان فوستر. طالبت مجموعات الدفاع عن المساجين وزارة الشؤون الإصلاحية المحلية وحاكم الولاية توني إيفرز بتغيير سياسات السجون لحماية السجناء والحراس خلال الجائحة.

## فنزويلا
ذكرت وكالة رويترز للأنباء أن سجون فنزويلا المشهورة باكتظاظها وشروطها غير الصحية قد تنشر فيروس كورونا «كحريق متنقل بسرعة». كثيرًا ما تفتقر السجون الفنزويلية إلى الحمامات وينام السجناء على الأرض كما يقضي الكثير منهم أيامهم دون ارتداء قميص أو حذاء، ويعود ذلك جزئيًا إلى الحرارة العالية للسجون عديمة النوافذ.
دفع هذا الأمر وزير الخارجية الأمريكي مايك بومبيو إلى مطالبة حكومة مادورو بإطلاق سراح ستة مسؤولين في مجموعة سيتغو النفطية والمحتجزين في السجن منذ 2017،  وذلك اعتمادًا على حجج إنسانية. قال بومبيو أن السجناء الستة يملكون أجهزة مناعية ضعيفة وهم «يواجهون مخاطر صحية شديدة في حال التقاطهم للعدوى» بكوفيد-19. طالب الاتحاد الصحي الفنزويلي بإطلاق سراح السجناء السياسيين في البلاد، وعلى وجه الخصوص روبرتو ماريرو وخوان ريكيزينس وعدد من المشرعين الآخرين.
في الثامن عشر من مارس، هرب 84 من بين 518 سجينًا من أحد سجون سان كارلوس في ولاية زوليا، وذلك بعد إعلان قيود هادفة إلى الحد من انتشار الوباء منها تقييد الزيارات إلى السجون. أعل العمدة بلاديمير لابرادور أن عشرة سجناء قُتلوا خلال محاولة الهرب من السجن واحتُجز شرطيان بتهمة التواطؤ. تبعًا لكارلوس نييتو بالما من منظمة فينتانا أ لا ليبرتاد غير الحكومية، يؤثر تعليق الزيارات مباشرة على تغذية المساجين نظرًا لعدم وجود برنامج تغذية ثابت معتمد من قبل الدولة. أدانت منظمة بروفيرا غير الحكومية «انتهاكات حقوق الإنسان الفظيعة» بعد أن أعلن متحدث باسم الجيش «التخلص من» 35 هاربًا. أعلنت السلطات الرسمية لاحقًا عن ثماني حالات وفاة.